# Serra (kommun i Spanien, Valencia, Província de València, lat 39,68, long -0,47)
Serra är en kommun i Spanien.   Den ligger i provinsen Província de València och regionen Valencia, i den östra delen av landet, 290 km öster om huvudstaden Madrid. Antalet invånare är 3 356.